# ایرینا کونت
ایرینا کونت (آلمانی: Irina Kuhnt؛ زادهٔ ۱۸ ژانویهٔ ۱۹۶۸) بازیکن هاکی روی چمن اهل آلمان است.